# Shin-Etsu Chemical
Shin-Etsu Chemical Co., Ltd. (信越化学工業株式会社, Shin-Etsu kagaku Kougyou Kabushiki-gaisha) (TSE : 4063) est une entreprise japonaise présente dans l'industrie chimique qui fait partie de l'indice TOPIX 100. Elle est la première entreprise chimique du Japon. Elle est notamment l'un des leaders mondiaux dans les PVC.

## Historique
Le nom Shin-Etsu vient du nom d'une région centrale du Japon (Shin=Nagano, Etsu=Niigata, Toyama, Ishikawa, Fukui). À l'origine, la société était un fabricant de carbure et d'azote de chaux dans la région de Shin-Etsu et a graduellement développé ses activités autour de la chimie du silicium et du chlore. Dans les années 60 et 70, chacune des grandes entreprises actuelles a connu une croissance rapide.

## Filiales
- Shin-Etsu Handotai (SEH), un fabricant de matériaux semi-conducteurs pour l'industrie des circuits intégrés, partenaire depuis 1997 et premier sous-licencié de Soitec.